# Альбервиль-2
Альбервиль-2 (фр. Albertville-2) — один из 19 кантонов департамента Савойя, региона Овернь — Рона — Альпы, Франция. INSEE код кантона — 7304. Он полностью находится в округе Альбервиль. Кантон был создан в 2015 году.

## История
По закону от 17 мая 2013 и декрету от 14 февраля 2014 года количество кантонов в департаменте Савойя уменьшилось с 37 до 19. Новое территориальное деление департаментов на кантоны вступило в силу во время выборов 2015 года. Таким образом, кантон Альбервиль-2 был образован 22 марта 2015 года из части города Альбервиль, трёх коммун упразднённого кантона Альбервиль-Сюд и 11 коммун упразднённого кантона Грези-сюр-Изер.

## Население
Согласно переписи 2012 года (считается население коммун, которые в 2015 году были включены в кантон) население Альбервиль-2 составляло 23 232 человека, из которых 14 311 человек проживает вне Альбервиля. Из них 25,8 % были младше 20 лет, 15,4 % — старше 65. 16,8 % имеет высшее образование. Безработица — 6,6 %. Активное население (старше 15 лет) — 6910.

## Экономика
Распределение населения по сферам занятости в городе Альбервиль: 0,1 % — сельскохозяйственные работники, 6,6 % — ремесленники, торговцы, руководители предприятий, 10,0 % — работники интеллектуальной сферы, 23,6 % — работники социальной сферы, 30,6 % — государственные служащие и 29,1 % — рабочие.
Распределение населения по сферам занятости вне города Альбервиль: 1,0 % — сельскохозяйственные работники, 7,1 % — ремесленники, торговцы, руководители предприятий, 11,3 % — работники интеллектуальной сферы, 27,9 % — работники социальной сферы, 28,0 % — государственные служащие и 24,7 % — рабочие.

## Коммуны кантона
C 2015 года в кантон входят 14 коммун и часть Альбервиля, административный центр находится в коммуне Альбервиль.
| Код INSEE | Почтовый индекс | Коммуна               | Название по-французски   | Площадь, км² | Население, чел. (2012)                        | Плотность, чел./км² |
| --------- | --------------- | --------------------- | ------------------------ | ------------ | --------------------------------------------- | ------------------- |
| 73011     | 73200           | Альбервиль (частично) | Albertville              | 17,54        | 8921 (полное население коммуны 19271 человек) | 1098,7              |
| 73048     | 73460           | Бонвиллар             | Bonvillard               | 17,1         | 348                                           | 20,4                |
| 73312     | 73460           | Верренс-Арве          | Verrens-Arvey            | 10,82        | 839                                           | 77,5                |
| 73129     | 73460           | Грези-сюр-Изер        | Grésy-sur-Isère          | 9,02         | 1247                                          | 138,2               |
| 73130     | 73200           | Гриньон               | Grignon                  | 9,29         | 1958                                          | 210,8               |
| 73124     | 73200           | Жийи-сюр-Изер         | Gilly-sur-Isère          | 7,03         | 2868                                          | 408                 |
| 73086     | 73460           | Клери                 | Cléry                    | 10,9         | 439                                           | 40,3                |
| 73162     | 73460           | Монтайёр              | Montailleur              | 15,3         | 644                                           | 42,1                |
| 73170     | 73200           | Монтьон               | Monthion                 | 6,36         | 503                                           | 79,1                |
| 73188     | 73460           | Нотр-Дам-де-Мильер    | Notre-Dame-des-Millières | 10,35        | 955                                           | 92,3                |
| 73202     | 73200           | Планшерин             | Plancherine              | 6,86         | 421                                           | 61,4                |
| 73283     | 73460           | Сен-Виталь            | Saint-Vital              | 3,6          | 657                                           | 182,5               |
| 73241     | 73460           | Сент-Элен-сюр-Изер    | Sainte-Hélène-sur-Isère  | 14,43        | 1134                                          | 78,6                |
| 73297     | 73460           | Турнон                | Tournon                  | 4,86         | 578                                           | 118,9               |
| 73121     | 73460           | Фронтене              | Frontenex                | 1,71         | 1720                                          | 1005,8              |

## Политика
Согласно закону от 17 мая 2013 года избиратели каждого кантона в ходе выборов выбирают двух членов генерального совета департамента разного пола. Они избираются на 6 лет большинством голосов по результату одного или двух туров выборов.
В первом туре кантональных выборов 22 марта 2015 года в Альбервиль-2 баллотировались 6 пары кандидатов (явка составила 50,05 %). Во втором туре 29 марта, Доминик Руаз и Андре Веретто были избраны с поддержкой 65,49 % на 2015—2021 годы. Явка на выборы составила 50,28 %.
| Мандат | Мандат | Кандидаты                          |                | Партия                        | Первый тур | Первый тур     | Второй тур | Второй тур |
| Мандат | Мандат | Кандидаты                          | Кол-во голосов | Партия                        | % голосов  | Кол-во голосов | % голосов  |            |
| ------ | ------ | ---------------------------------- | -------------- | ----------------------------- | ---------- | -------------- | ---------- | ---------- |
| 2015   | 2021   | Доминик Руаз и Андре Веретто       |                | Социалистическая партия       | 2971       | 39,39          | 4686       | 65,49      |
| 2015   | 2021   | Давид Бертон и Фабьен Деванс       |                | Национальный фронт            | 1996       | 26,46          | 2469       | 34,51      |
| 2015   | 2021   | Жан-Франсуа Бруньон и Даниэль Гойе |                | Беспартийные правые           | 1476       | 19,57          | -          | -          |
| 2015   | 2021   | Лиз Аллерон-Бирон и Анри Рей       |                | Левый фронт                   | 553        | 7,33           | -          | -          |
| 2015   | 2021   | Филип Труто и Тиффани Виньаль      |                | Союз демократов и независимых | 331        | 4,39           | -          | -          |
| 2015   | 2021   | Доминик Нойо и Мари-Жордж Сабар    |                | Беспартийные                  | 216        | 2,86           | -          | -          |